# Ohrimivți, Vinkivți
Ohrimivți (în ucraineană Охрімівці) este localitatea de reședință a comunei Ohrimivți din raionul Vinkivți, regiunea Hmelnîțkîi, Ucraina.

## Demografie
Componența lingvistică a localității Ohrimivți
     Ucraineană (99,59%)
     Alte limbi (0,3%)
Conform recensământului din 2001, majoritatea populației localității Ohrimivți era vorbitoare de ucraineană (99,59%), existând în minoritate și vorbitori de alte limbi.